# Elecciones estatales de Aguascalientes de 2022
Las elecciones estatales de Aguascalientes de 2022, oficialmente denominadas Proceso Electoral Local 2021-2022, se llevaron a cabo el día domingo 5 de junio de 2022 organizadas por el Instituto Estatal Electoral (IEE Aguascalientes) en coordinación con el Instituto Nacional Electoral (INE). 
En ellas se renovaron el cargo de gobernador de Aguascalientes, titular del poder ejecutivo estatal, electo por única ocasión para un periodo de cinco años, no reelegible en ningún caso. La candidata electa fue Teresa Jiménez Esquivel.

## Organización

### Partidos políticos
En las elecciones estatales tuvieron derecho a participar ocho partidos políticos. Siete son partidos políticos con registro nacional: Partido Acción Nacional (PAN), Partido Revolucionario Institucional (PRI), Partido de la Revolución Democrática (PRD), Partido del Trabajo (PT), Partido Verde Ecologista de México (PVEM), Movimiento Ciudadano (MC) y Movimiento Regeneración Nacional; y un partido estatal, Fuerza por México Aguascalientes.

### Proceso electoral
La campaña electoral inició el 3 de abril y se extendió por ocho semanas hasta el 1 de junio. Durante la campaña se realizaron dos debates, el primero el 17 de mayo y el segundo el 24 de mayo. La participación en ambos encuentros fue obligatoria. La votación se realizó el domingo 5 de junio de 2022, de las 8 de la mañana a las 6 de la tarde. En los comicios tuvieron derecho a voto
1 034 608 personas.

## Alianzas y candidaturas

### Va por México
El 14 de diciembre de 2021 el Partido Acción Nacional, el Partido Revolucionario Institucional, y el Partido de la Revolución Democrática, acordaron presentarse en coalición bajo el nombre Va por México.
El Partido Acción Nacional determinó seleccionar a su candidato a la gubernatura mediante tres encuestas de opinión que contemplaban dos aspirantes: el senador Juan Antonio Martín del Campo y la diputada federal María Teresa Jiménez Esquivel. Después de los tres ejercicios demoscópicos el partido seleccionó a Tere Jiménez Esquivel como su candidata para la gubernatura.

### Trabajando Verde por Aguascalientes
El 9 de noviembre del 2021 los dirigentes de Morena, el Partido del Trabajo y el Partido Verde Ecologista de México acordaron competir en coalición en las elecciones de Aguascalientes bajo el nombre Juntos Hacemos Historia. Sin embargo, en enero de 2022 el Partido del Trabajo y el Partido Verde Ecologista de México acordaron separar a Morena de la coalición, quedando sólo dos partidos dentro de la alianza.
El 18 de enero de 2022 la senadora Martha Márquez Alvarado anunció su incorporación a la bancada del Partido del Trabajo dejando así la bancada del Partido Acción Nacional y su postulación como candidata a gobernadora por la coalición «Juntos Hacemos Historia». El 7 de febrero la coalición cambió su denomicación a «Trabajando Verde por Aguascalientes» para ser particular y distintiva de la coalición a nivel nacional.
El 31 de mayo de 2022 Martha Márquez declinó su candidatura a favor de la candidata de Morena, Nora Ruvalcaba.

### Movimiento Ciudadano
La dirigencia del partido Movimiento Ciudadano le ofreció su candidatura para la gubernatura al senador Juan Antonio Martín del Campo, quien se había postulado para obtener la nominación por parte del Partido Acción Nacional. Sin embargo, Martín del Campo reiteró su apoyo a la candidatura del PAN. El 24 de enero el partido designó como su candidata a Anayeli Muñoz Moreno, exdiputada del Congreso del Estado de Aguascalientes en la LXII Legislatura en representación del Partido Verde Ecologista de México.

### Movimiento Regeneración Nacional
En noviembre de 2021 el partido Movimiento Regeneración Nacional acordó presentarse a las elecciones en coalición con el Partido del Trabajo y el Partido Verde Ecologista de México. Sin embargo, en enero de 2022 los dos partidos decidieron separarse de Morena, manteniendo la coalición por su cuenta. En consecuencia, Morena se presenta en solitario en las elecciones estatales.
Para seleccionar a su candidato para la gubernatura, Morena realizó una encuesta de opinión entre sus militantes y simpatizantes. Como resultado del ejercicio demoscópico el excandidato a presidente municipal de Aguascalientes, Arturo Ávila Anaya, se ubicó como el aspirante mejor posicionado. Sin embargo, la dirigencia nacional del partido decidió concederle la candidatura a la coordinadora de los programas del gobierno federal, Nora Ruvalcaba Gámez, por acción afirmativa.

### Fuerza por México
El 7 de enero del 2022 el partido Fuerza por México anunció su apoyo a los candidatos de Morena en los estados en los que tienen registro, incluido Aguascalientes. Pero, en marzo decidió no acompañar su candidatura en Aguascalientes. El 19 de marzo registró como candidata a gobernadora a Natzielly Rodríguez Calzada, diputada del Congreso del Estado de Aguascalientes en la LXIV Legislatura por el partido Morena.

## Encuestas para la gubernatura

### Por partido político
| Encuestadora          | Fecha                   |        |       |        | Otros | N/NS   |
| --------------------- | ----------------------- | ------ | ----- | ------ | ----- | ------ |
| Encuestadora          | Fecha                   |        |       |        | Otros | N/NS   |
| TResearch             | 23 de junio de 2021     | 55%    | 16%   | 19%    | 1%    | 9%     |
| Campaigns & Elections | 10 de julio de 2021     | 43.7%  | 9.7%  | 29%    | 3.9%  | 13.6%  |
| Campaigns & Elections | 31 de julio de 2021     | 33%    | 10%   | 28%    | 3%    | 26%    |
| Campaigns & Elections | 31 de agosto de 2021    | 45%    | 9%    | 25%    | 4%    | 17%    |
| Factometríca          | 28 de octubre de 2021   | 36.3%  | 9.1%  | 29.1%  | 10.6% | 14.9%  |
| Demoscopia Digital    | 1 de noviembre de 2021  | 41.9%  | 6.8%  | 25.6%  | 6.6%  | 19.1%  |
| Massive Caller        | 6 de noviembre de 2021  | 44.4%  | 8.5%  | 24.3%  | 7.4%  | 15.4%  |
| Campaigns & Elections | 11 de noviembre de 2021 | 46%    | 9%    | 25%    | 20%   | —      |
| Campaigns & Elections | 16 de noviembre de 2021 | 46%    | 6%    | 24%    | 4%    | 20%    |
| Heraldo Media Group   | 22 de noviembre de 2021 | 40.11% | 6.95% | 24.17% | 4.11% | 24.66% |
| Heraldo Media Group   | 13 de diciembre de 2021 | 44.7%  | 6%    | 25%    | 12.3% | 12%    |
| Demoscopia Digital    | 23 de diciembre de 2021 | 48.1%  | 6.4%  | 20.3%  | 8.7%  | 16.5%  |
| Campaigns & Elections | 5 de enero de 2022      | 39%    | 9%    | 23%    | 29%   | —      |

### Por candidato
| Encuestadora                                                                  | Fecha                   | Muestra | Margen de error | Jiménez | Ruvalcaba | Muñoz | Márquez | O/N/NS |
| ----------------------------------------------------------------------------- | ----------------------- | ------- | --------------- | ------- | --------- | ----- | ------- | ------ |
| Encuestadora                                                                  | Fecha                   | Muestra | Margen de error |         |           |       |         | O/N/NS |
| Massive Caller                                                                | 30 de diciembre de 2021 | 1 000   | ± 3.4%          | 48.8%   | 20.6%     | —     | —       | 30.6%  |
| Campaigns & Elections                                                         | 5 de enero de 2022      | 400     | ± 4.9%          | 43%     | 24%       | —     | —       | 33%    |
| Massive Caller                                                                | 6 de enero del 2022     | 1 000   | ± 3.4%          | 46.7%   | 23.8%     | —     | —       | 29.5%  |
| FactoMétrica                                                                  | 7 de enero del 2022     | 1 000   | ± 3.1%          | 44.7%   | 28.9%     | 7.4%  | —       | 19%    |
| Campaigns & Elections                                                         | 12 de enero de 2022     | 400     | ± 4.9%          | 48%     | 25%       | 11%   | —       | 16%    |
| Massive Caller                                                                | 17 de enero de 2022     | 1 000   | ± 3.4%          | 47.5%   | 22.1%     | 4.6%  | —       | 25.8%  |
| Campaigns & Elections                                                         | 18 de enero de 2022     | 400     | ± 4.9%          | 49%     | 25%       | 5%    | —       | 21%    |
| Campaigns & Elections                                                         | 26 de enero de 2022     | 400     | ± 4.9%          | 46%     | 31%       | 6%    | 2%      | 15%    |
| Massive Caller                                                                | 27 de enero de 2022     | 1 000   | ± 3.4%          | 39.1%   | 28.8%     | 6%    | —       | 26.1%  |
| Demoscopia Digital                                                            | 31 de enero de 2022     | 800     | ± 3.8%          | 47.1%   | 25.9%     | 4.3%  | 1.6%    | 21.1%  |
| Campaigns & Elections                                                         | 2 de febrero de 2022    | 400     | ± 4.9%          | 46%     | 21%       | 10%   | 1%      | 22%    |
| Massive Caller                                                                | 3 de febrero de 2022    | 1 000   | ± 3.4%          | 43.8%   | 27.9%     | 5.6%  | 3.2%    | 19.5%  |
| El Financiero                                                                 | 8 de febrero de 2022    | 500     | ± 4.4%          | 42%     | 24%       | 11%   | 4%      | 19%    |
| Campaigns & Elections                                                         | 8 de febrero de 2022    | 400     | ± 4.9%          | 44%     | 23%       | 11%   | 2%      | 20%    |
| FactoMétrica                                                                  | 10 de febrero de 2022   | 1 000   | ± 3.1%          | 44.2%   | 37.2%     | 4.1%  | 4.7%    | 9.8%   |
| El Heraldo de México                                                          | 14 de febrero de 2022   | 1 000   | ± 3.1%          | 49.7%   | 31.2%     | 5.8%  | 4.8%    | 8.5%   |
| Campaigns & Elections                                                         | 15 de febrero de 2022   | 400     | ± 4.9%          | 45%     | 27%       | 10%   | 5%      | 13%    |
| Massive Caller                                                                | 15 de febrero de 2022   | 1 000   | ± 3.4%          | 46.3%   | 28.2%     | 4.8%  | 2.8%    | 17.9%  |
| Demoscopia Digital                                                            | 16 de febrero de 2022   | 800     | ± 3.8%          | 46.2%   | 26.4%     | 4.1%  | 2.3%    | 21.0%  |
| Massive Caller                                                                | 18 de febrero de 2022   | 1 000   | ± 3.4%          | 47.4%   | 26.8%     | 5%    | 3.3%    | 17.5%  |
| Massive Caller                                                                | 22 de febrero de 2022   | 1 000   | ± 3.4%          | 45.9%   | 28.2%     | 7.5%  | 3%      | 15.4%  |
| Campaigns & Elections                                                         | 23 de febrero de 2022   | 400     | ± 4.9%          | 47%     | 24%       | 11%   | 3%      | 15%    |
| Demoscopia Digital                                                            | 25 de febrero de 2022   | 800     | ± 3.8%          | 45.8%   | 28.7%     | 4.9%  | 2.8%    | 17.8%  |
| Massive Caller                                                                | 25 de febrero de 2022   | 1 000   | ± 3.4%          | 46.7%   | 26.6%     | 8.1%  | 2.9%    | 15.7%  |
| Campaigns & Elections                                                         | 2 de marzo de 2022      | 400     | ± 4.9%          | 48%     | 23%       | 11%   | 3%      | 15%    |
| Demoscopia Digital                                                            | 7 de marzo de 2022      | 800     | ± 3.8%          | 44.5%   | 26.2%     | 5.3%  | 3.3%    | 20.7%  |
| Campaigns & Elections                                                         | 9 de marzo de 2022      | 400     | ± 4.9%          | 49%     | 26%       | 11%   | 2%      | 12%    |
| El Heraldo de México                                                          | 14 de marzo de 2022     | 1 000   | ± 3.1%          | 46.1%   | 32.0%     | 3.8%  | 3.5%    | 14.6%  |
| Campaigns & Elections                                                         | 15 de marzo de 2022     | 400     | ± 4.9%          | 51%     | 25%       | 10%   | 3%      | 11%    |
| Demoscopia Digital                                                            | 17 de marzo de 2022     | 800     | ± 3.8%          | 42.5%   | 29.6%     | 3.3%  | 2.5%    | 22.1%  |
| Campaigns & Elections                                                         | 23 de marzo de 2022     | 400     | ± 4.9%          | 54%     | 22%       | 10%   | 5%      | 9%     |
| Massive Caller                                                                | 25 de marzo de 2022     | 1 000   | ± 3.4%          | 47.3%   | 27.2%     | 7.4%  | 4.2%    | 13.9%  |
| Demoscopia Digital                                                            | 27 de marzo de 2022     | 800     | ± 3.8%          | 46.6%   | 28.2%     | 3.9%  | 2.8%    | 18.5%  |
| Campaigns & Elections                                                         | 30 de marzo de 2022     | 400     | ± 4.9%          | 50%     | 25%       | 10%   | 3%      | 12%    |
| Demoscopia Digital                                                            | 4 de abril de 2022      | 800     | ± 3.8%          | 47.3%   | 27.1%     | 4.1%  | 3.2%    | 18.3%  |
| Campaigns & Elections                                                         | 4 de abril de 2022      | 400     | ± 4.9%          | 48%     | 27%       | 9%    | 5%      | 11%    |
| Berumen                                                                       | 5 de abril de 2022      | -       | -               | 45%     | 24%       | 5%    | 3%      | 24%    |
| El Financiero                                                                 | 6 de abril de 2022      | 500     | ± 4.4%          | 42%     | 36%       | 13%   | 5%      | 4%     |
| Massive Caller                                                                | 6 de abril de 2022      | 1 000   | ± 3.4%          | 46.3%   | 24.9%     | 7.9%  | 4.0%    | 16.9%  |
| Reforma                                                                       | 6 de abril de 2022      | 1 000   | ± 3.8%          | 58%     | 33%       | 6%    | 3%      | —      |
| Mitofsky                                                                      | 10 de abril de 2022     | 1 000   | -               | 45.1%   | 21.2%     | 7.3%  | 2.5%    | 23.9%  |
| Demoscopia Digital                                                            | 11 de abril de 2022     | 800     | ± 3.8%          | 45.1%   | 30.2%     | 3.7%  | 3.4%    | 17.6%  |
| Campaigns & Elections                                                         | 11 de abril de 2022     | 400     | ± 4.9%          | 49%     | 28%       | 8%    | 4%      | 11%    |
| Massive Caller                                                                | 15 de abril de 2022     | 1 000   | ± 3.4%          | 48.2%   | 28.5%     | 7.0%  | 3.5%    | 12.8%  |
| FactoMétrica                                                                  | 15 de abril de 2022     | 1 000   | ± 3.1%          | 39.9%   | 37.2%     | 11.4% | 4.4%    | 7.1%   |
| Demoscopia Digital                                                            | 18 de abril de 2022     | 800     | ± 3.8%          | 43.7%   | 33.9%     | 4.2%  | 4.5%    | 13.7%  |
| Campaigns & Elections                                                         | 18 de abril de 2022     | 400     | ± 4.9%          | 48%     | 34%       | 10%   | 2%      | 6%     |
| Massive Caller                                                                | 22 de abril de 2022     | 1 000   | ± 3.4%          | 47.5%   | 27.9%     | 8.0%  | 3.7%    | 12.9%  |
| Demoscopia Digital                                                            | 25 de abril de 2022     | 800     | ± 3.8%          | 42.9%   | 35.4%     | 5.1%  | 3.2%    | 13.4%  |
| El Heraldo de México                                                          | 25 de abril de 2022     | 1 000   | ± 3.1%          | 44.2%   | 32.5%     | 7.7%  | 4.9%    | 10.7%  |
| Campaigns & Elections                                                         | 27 de abril de 2022     | 400     | ± 4.9%          | 48%     | 27%       | 5%    | 2%      | 8%     |
| Demoscopia Digital                                                            | 2 de mayo de 2022       | 800     | ± 3.8%          | 42.1%   | 36.8%     | 5.7%  | 2.8%    | 12.6%  |
| Campaigns & Elections                                                         | 3 de mayo de 2022       | 400     | ± 4.9%          | 47%     | 27%       | 10%   | 4%      | 12%    |
| Campaigns & Elections                                                         | 10 de mayo de 2022      | 400     | ± 4.9           | 49%     | 28%       | 11%   | 3%      | 9%     |
| Reforma                                                                       | 11 de mayo de 2022      | 1 000   | ± 3.6%          | 54%     | 36%       | 6%    | 3%      | 1%     |
| Demoscopia Digital                                                            | 13 de mayo de 2022      | 800     | ± 3.8%          | 41.8%   | 37.6%     | 4.1%  | 1.3%    | 15.2%  |
| Massive Caller                                                                | 15 de mayo de 2022      | 1 000   | ± 3.4%          | 46.9%   | 31.2%     | 7.3%  | 3.8%    | 10.8%  |
| Campaigns & Elections                                                         | 17 de mayo de 2022      | 400     | ± 4.9           | 44%     | 24%       | 10%   | 2%      | 20%    |
| Demoscopia Digital                                                            | 26 de mayo de 2022      | 800     | ± 3.8%          | 39.2%   | 40.9%     | 6.4%  | 4.5%    | 9%     |
| Massive Caller                                                                | 29 de mayo de 2022      | 1 000   | ± 3.4%          | 45.9%   | 34.6%     | 7.9%  | 2.5%    | 9.1%   |
| El Heraldo de México                                                          | 30 de mayo de 2022      | 1 000   | ± 3.1%          | 40.0%   | 37.1%     | 9.6%  | 3.3%    | 10.0%  |
| Campaigns & Elections                                                         | 30 de mayo de 2022      | 400     | ± 4.9           | 45%     | 28%       | 18%   | 4%      | 5%     |
| Demoscopia Digital                                                            | 30 de mayo de 2022      | 800     | ± 3.8%          | 39.8%   | 40.9%     | 10.2% | 6.2%    | 2.8%   |
| El Financiero                                                                 | 31 de mayo de 2022      | 820     | ± 3.4%          | 48%     | 35%       | 12%   | 3%      | 2%     |
| Martha Márquez declina su candidatura a favor de Nora Ruvalcaba el 31 de mayo |                         |         |                 |         |           |       |         |        |
| Reforma                                                                       | 1 de junio de 2022      | 1 000   | ± 3.7%          | 50%     | 37%       | 6%    | 3%      | 1%     |

## Resultados
La candidata electa fue Teresa Jiménez Esquivel.

### Resultados por partido
El partido Fuerza por México Aguascalientes perdió el registro tras no obtener el 3% mínimo de votación.

Adiccionalmente, el Partido del Trabajo y el Partido Verde Ecologista de México no alcanzaron el 3% mínimo de votación requerido, pero al ser partidos nacionales, no se les retira el registro.
|  | 44.19 % |

|  | 34.64 % |

|  | 7.75 % |

|  | 7.15 % |

|  | 3.28 % |

|  | 1.34 % |

|  | 0.89 % |

|  | 0.73 % |

|  | 97.27 % |

1. ↑  Declinó en favor de Nora Ruvalcaba.[99]
2. ↑  Declinó en favor de Nora Ruvalcaba.[99]